# Páter Károly
Páter Károly (Kolozsvár, 1900. március 31. – Budapest, 1964. március 14.) egyetemi tanár, az Agrártudományi Egyetem volt rektora, a Mezőgazdaságtudományi Kar Talajtani Tanszékének vezetője, a Talajtani és Agrokémiai Kutató Intézet megszervezője és első igazgatója, a Talajtani Társaság társelnöke, a Munka Vörös Zászló Érdemrend (1954) és a Népköztársasági Érdemérem V. fokozatának (1951) tulajdonosa.
A mezőgazdasági tudományok kandidátusa (1952).

## Életpályája
Páter Béla (1860–1938) botanikus, növénykutató és Schuszter Sarolta (1883–1938) fiaként született. Gyermekkorát Kolozsváron töltötte. A gimnázium nyolc osztályát az unitárius kollégiumban végezte el; 1918 márciusában érettségizett jeles eredménnyel. 1918. március 15-én katonának állt; Dél-Tirolba került. Ezután 1920-ig kémiai tanulmányokat folytatott a Kolozsvári Magyar Királyi Ferenc József Tudományegyetemen. 1920 márciusában Budapestre költözött. 1926-ban a Magyar Királyi József Műegyetemen vegyészmérnöki oklevelet szerzett 1926. 1926–1929 között a Műegyetemen kisegítő tanársegédként dolgozott ’Sigmond Elek (1873–1939) professzor tanszékén. 1929–1931 között a Keszthelyi Gazdasági Akadémián vegyészgyakornok volt. 1931-ben Szegedre került az Alföldi Mezőgazdasági Intézet Talajtani és Agrokémiai Osztályára, ahol Herke Sándor mellett tanulmányozta a szikes talajokat. 1931–1940 között a szarvasi Középfokú Gazdasági Tanintézet tanára volt. 1940–1942 között a Keszthelyi Gazdasági Akadémia rendes tanára és a Kémiai Tanszék megbízott vezetője volt. 1941-ben a kapuvári, 1942-ben a sopronkeresztúri talajfelvételezési lapokat készítette el. 1942–1945 között a Mosonmagyaróvári Gazdasági Főiskola rendes tanára és a Kémiai Tanszék vezetője volt. 1945–1948 között a Magyar Agrártudományi Egyetem (MAE) Mezőgazdaság-tudományi Kar Mosonmagyaróvári Osztályán a kémia nyilvános rendkívüli tanára és a Tanszék vezetője volt. 1948–1949 között a talajtan nyilvános rendes tanára és a Talajtani Tanszék vezetője volt. 1949–1951 között a Gödöllői Agrártudományi Egyetem Talajtani Tanszéke nyilvános rendes tanára, 1951–1964 között tanszékvezető egyetemi tanára, 1951–1955 között az egyetem rektora volt. 1949–1953 között a Talajtani és Agrokémiai Kutatóintézet alapító igazgatója volt. 1951–1955 között az Agrártudományi Egyesület megszervezője és elnöke volt.
Munkássága főleg a talajok osztályozására, fizikai, kémiai vizsgálatára és a szikes talajok tanulmányozására terjedt ki.
Sírja a Farkasréti temetőben található (33 körönd 2-2).

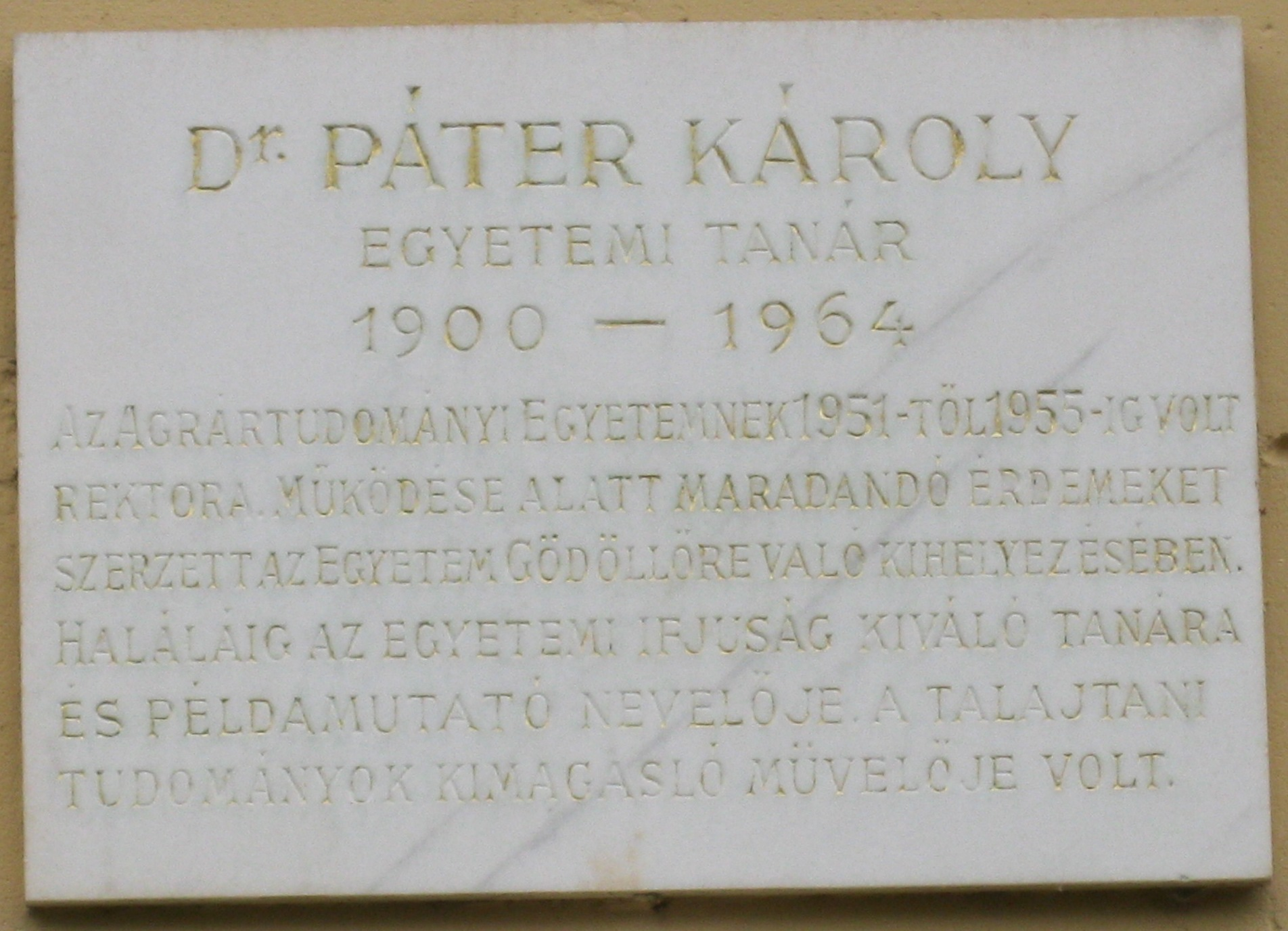
Páter Károly emléktáblája a Szent István Egyetemen (Páter Károly utca 1), Gödöllőn

## Díjai, elismerései
- Magyar Népköztársasági Érdemrend (1951)[8]
- a A Munka Vörös Zászló Érdemrendje (1954)